# Ixodes alluaudi
Ixodes alluaudi este o specie de căpușe din genul Ixodes, familia Ixodidae, descrisă de Neumann în anul 1913. Conform Catalogue of Life specia Ixodes alluaudi nu are subspecii cunoscute.